# Wei Xiaoyuan
Wei Xiaoyuan (Guangxi, 25 agosto 2004) è una ginnasta cinese, due volte campionessa del mondo alle parallele asimmetriche.